# Anagallis
Genre
Classification APG II (2003)
Classification APG III (2009)
Anagallis, plantes communément appelées mourons, est un genre de plantes à fleurs de la famille des Primulaceae selon la classification classique et la classification phylogénétique APG III (2009) (ou des Myrsinaceae selon la classification phylogénétique APG (1998) et la classification phylogénétique APG II (2003)).
Ce sont des plantes herbacées.

## Étymologie
Son nom en grec ἀναγαλλίς provient de ἀνἀ (en haut) et ἀγάλλω (orner, parer). Le nom fait référence à l’ouverture et à la fermeture des fleurs en réponse aux conditions environnementales.
Une autre origine possible serait ἀναγελάω (éclater de rire), en raison de son utilisation ancienne dans le traitement de l'hypocondrie. Cette utilisation n'a plus cours aujourd'hui mais le mouron rouge est encore parfois utilisé comme expectorant pour le traitement de certaines maladies respiratoires.

## Liste d'espèces
- Anagallis arvensis L. - mouron rouge ou fausse-morgeline,
- Anagallis crassifolia Thore
- Anagallis foemina - mouron bleu
- Anagallis minima (L.) Krause
- Anagallis monelli L.
- Anagallis parviflora Hoffmanns. & Link
- Anagallis pumila Sw.
- Anagallis tenella (L.) L. - mouron délicat

## Galerie
Fleurs de Anagallis arvensis, le mouron rouge.

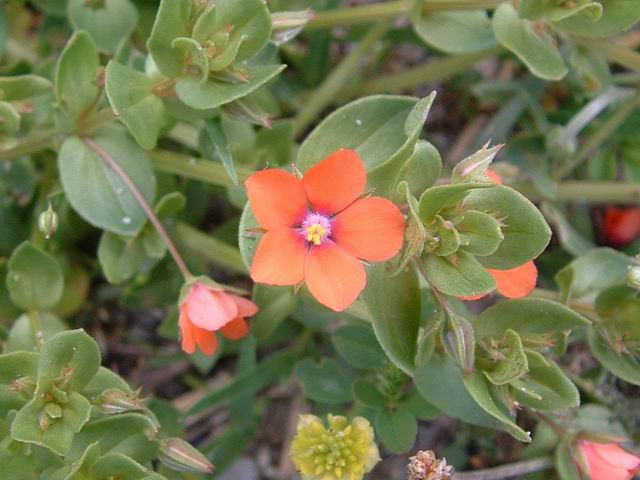
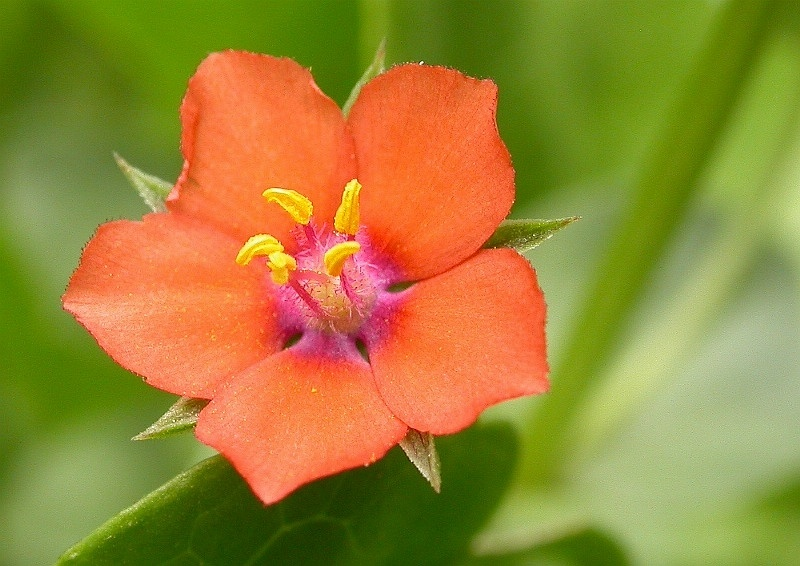
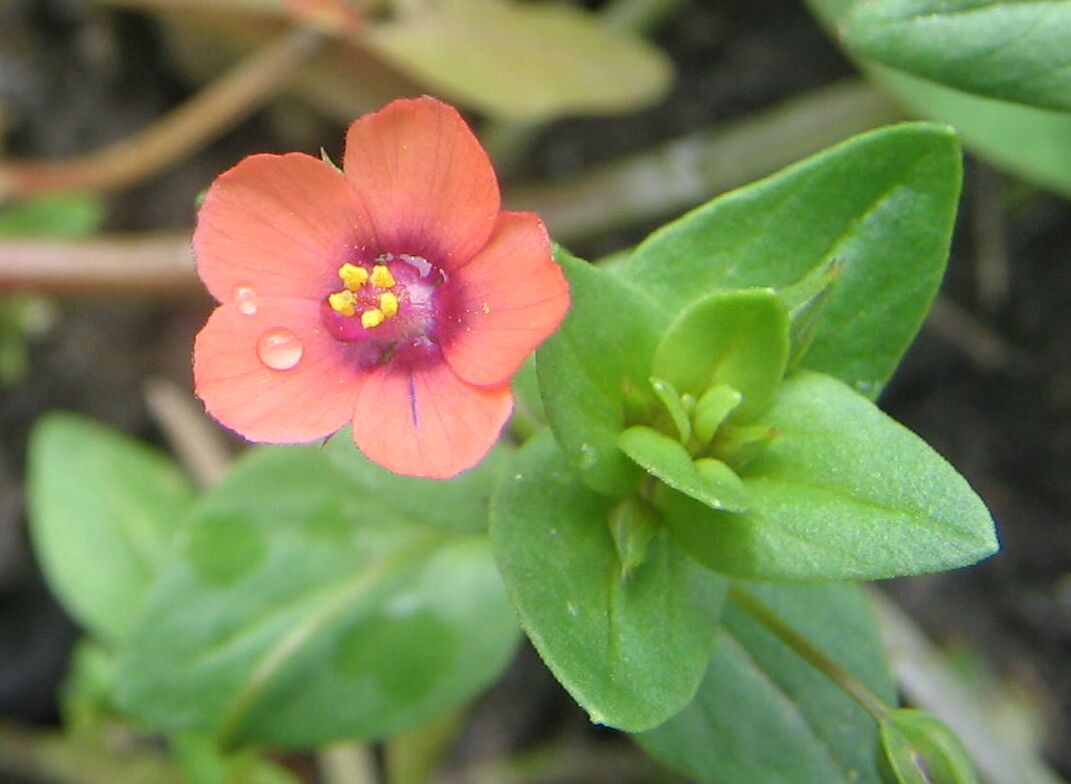